# Religion en Moldavie

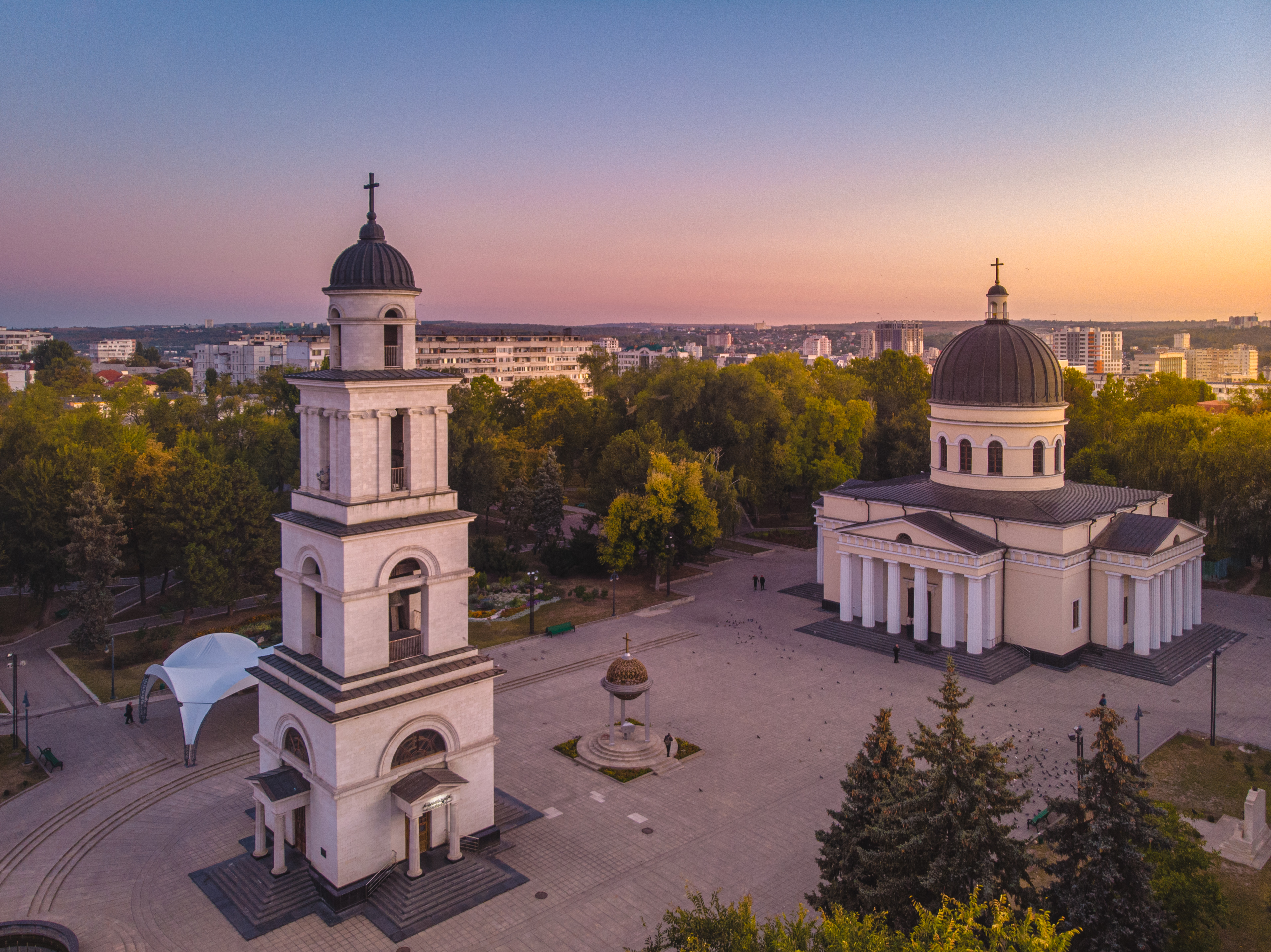
Cathédrale de la Nativité de Chișinău

La constitution moldave prévoit la liberté de religion et la séparation complète de l'Église et de l'État, bien que la constitution cite « l'importance exceptionnelle » du christianisme orthodoxe. La discrimination fondée sur l'appartenance religieuse est illégale et l'incitation à la haine religieuse et ethnique a été rendue illégale en mai 2022. La religion en Moldavie est dominée par la branche orthodoxe du christianisme. Selon le recensement moldave de 2014, 90 % du pays se déclare de confession chrétienne orthodoxe.
Selon une enquête menée en 2014 par l'Institut de politique publique de Moldavie, 80 % des personnes interrogées font preuve d'un degré élevé de confiance dans l'Église en tant qu'institution, mais 85 % considèrent que l'Église doit rester séparée du monde politique et 76 % considèrent que l’Église ne devrait pas s’impliquer dans les questions gouvernementales.
En outre, l'enquête a montré que 58 % des personnes interrogées vont à l'église moins d'une fois par mois et que 10 % n'y vont pas du tout.

## Christianisme

### Orthodoxie
La religion principale est le christianisme, 90,1 % de la population étant nominalement orthodoxe, selon les données du recensement de 2014. Sur le plan administratif, il existe deux églises autonomes appartenant à deux églises autocéphales (russe et roumaine) au sein de la communion orthodoxe orientale. La Métropole de Chişinău et de Moldavie (appartenant à l'Église orthodoxe russe), selon le Service d'État pour les questions religieuses, compte 1 194 paroisses ; la Métropole orthodoxe de Bessarabie (appartenant à l'Église orthodoxe roumaine) compte 124 paroisses. En outre, les adeptes de l'Église orthodoxe vieille-ritualiste russe représentent environ 0,09 pour cent de la population.

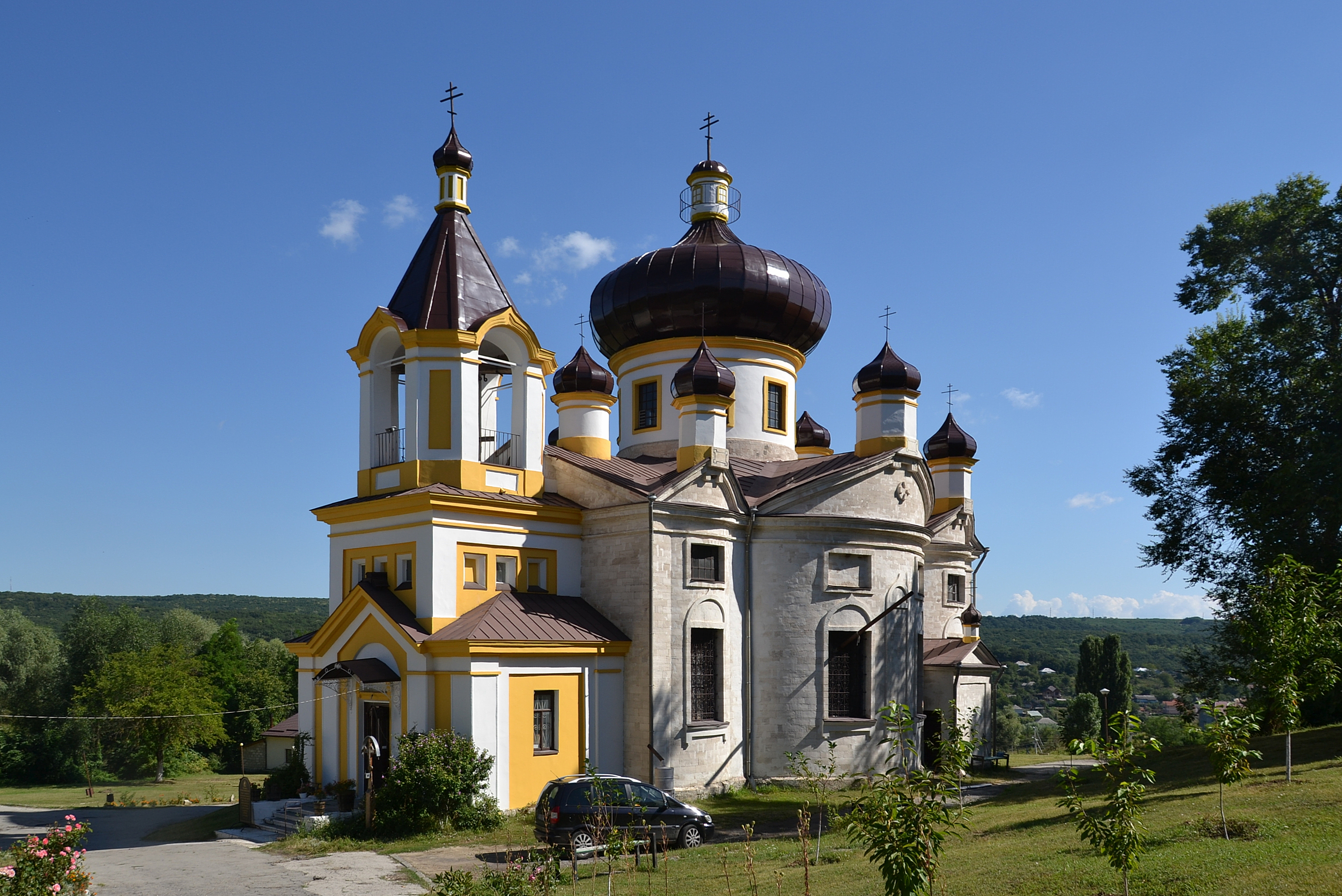
Église orthodoxe russe à Condrița
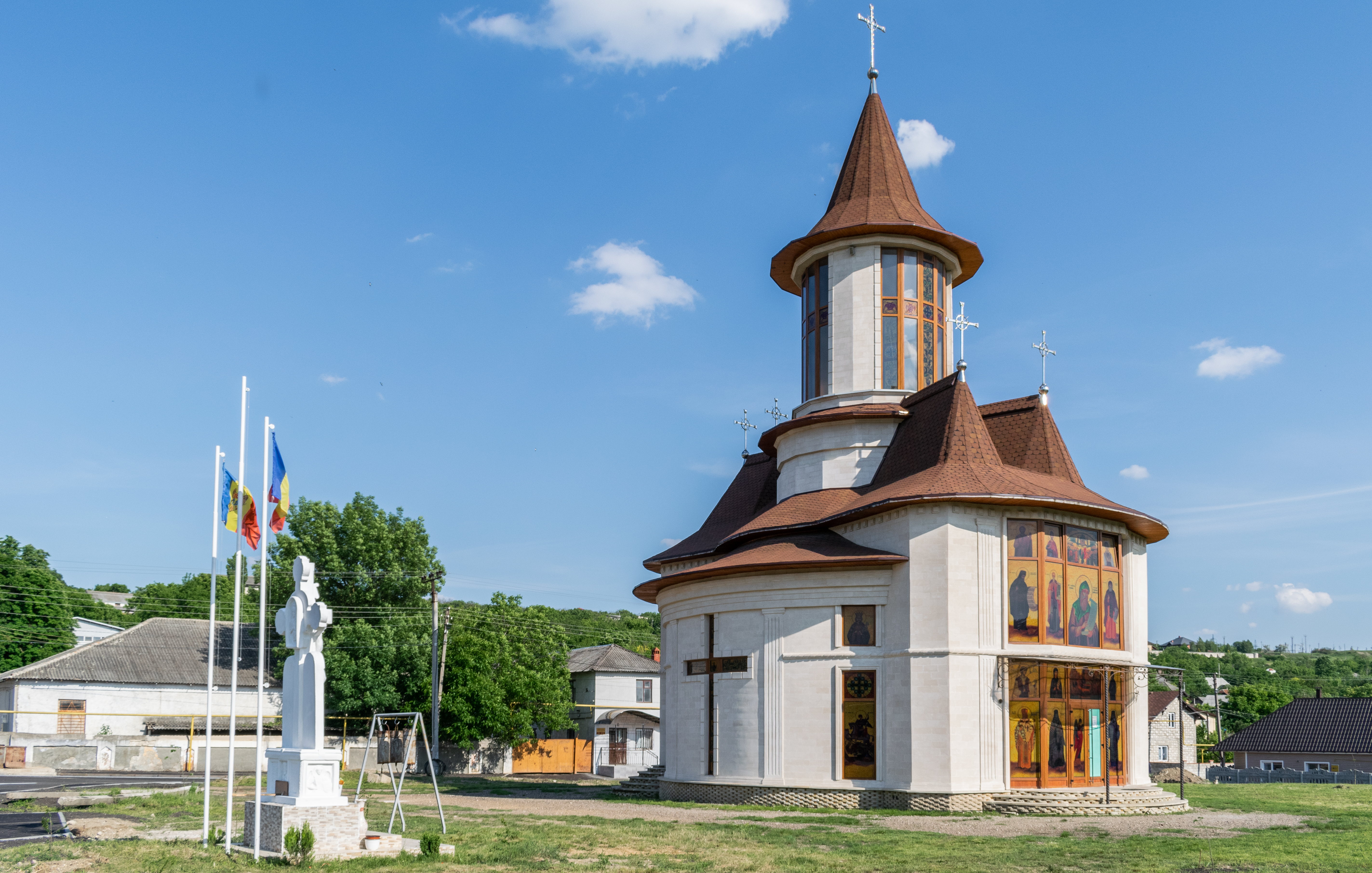
Église orthodoxe roumaine à Orhei

### Catholicisme

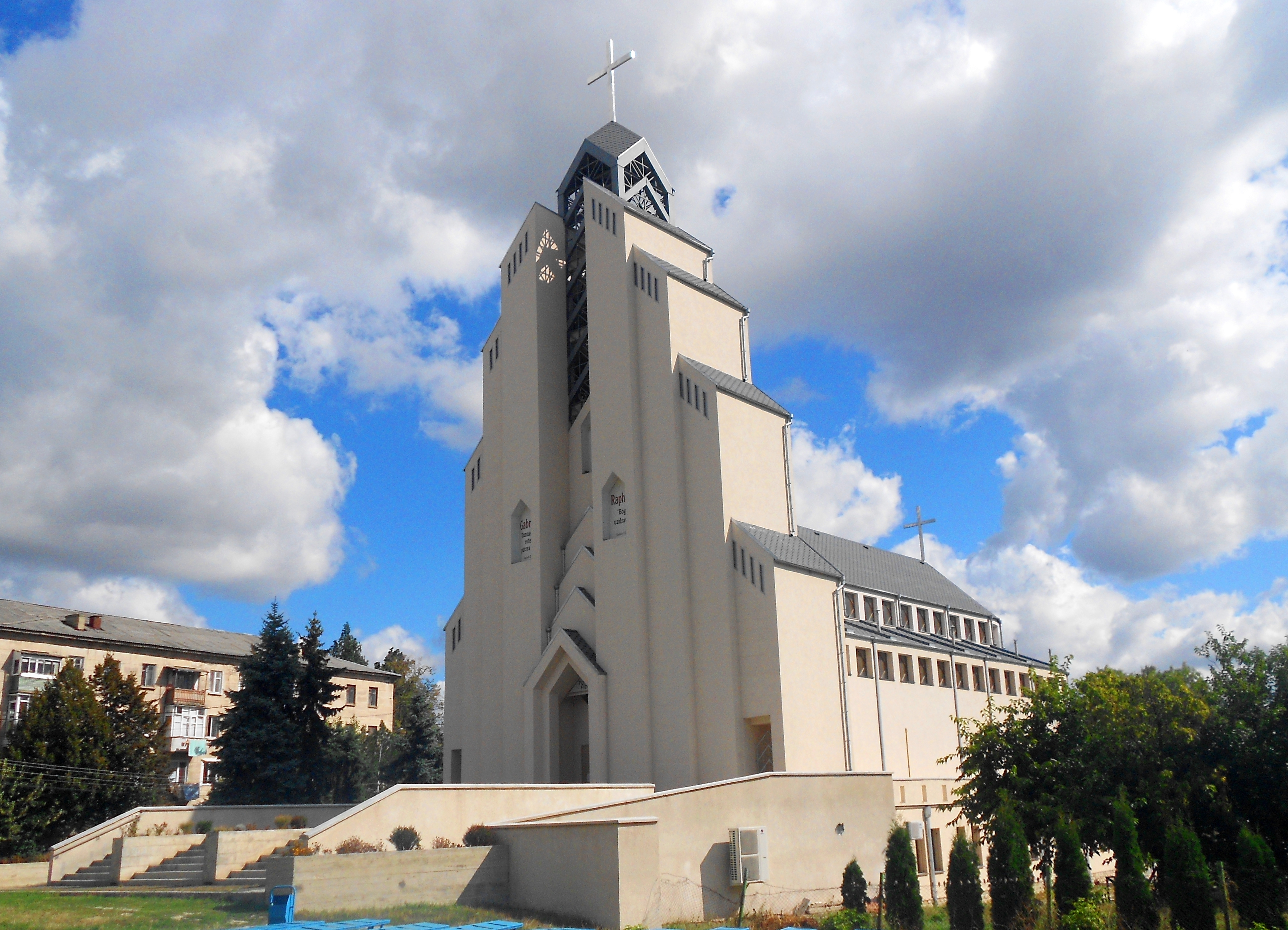
Église catholique romaine de Bălți

La Moldavie forme un seul diocèse, le diocèse de Chișinău. Elle ne fait partie d'aucune province ecclésiastique et dépend donc directement du Saint-Siège pour l'autorité métropolitaine. Environ 0,5 pour cent des Moldaves adhèrent à la foi catholique.
À l’époque de l’Union soviétique, les activités de l'Église catholique de Moldavie étaient limitées. Les paroisses catholiques de Moldavie appartenaient depuis 1945 à l'Archidiocèse de Riga. Avant 1970, le territoire de la Moldavie ne comptait qu'une seule église catholique à Chișinău, située au cimetière local. En 1979, les autorités soviétiques expulsent le seul prêtre catholique de Moldavie. Après l'indépendance de la Moldavie, le 28 octobre 1993, l'administration apostolique de Moldavie est créée et le 27 octobre 2001, elle devient le diocèse de Chişinău.

### Autres dénominations
Il existe également un nombre croissant d'adventistes du septième jour, de chrétiens évangéliques et de luthériens. Les baptistes, les témoins de Jéhovah et les pentecôtistes sont au nombre de 15 000 à 30 000 chacun. L'Église de Jésus-Christ des Saints des Derniers Jours compte deux congrégations dans le pays et un total d'environ 455 membres.

## Judaïsme

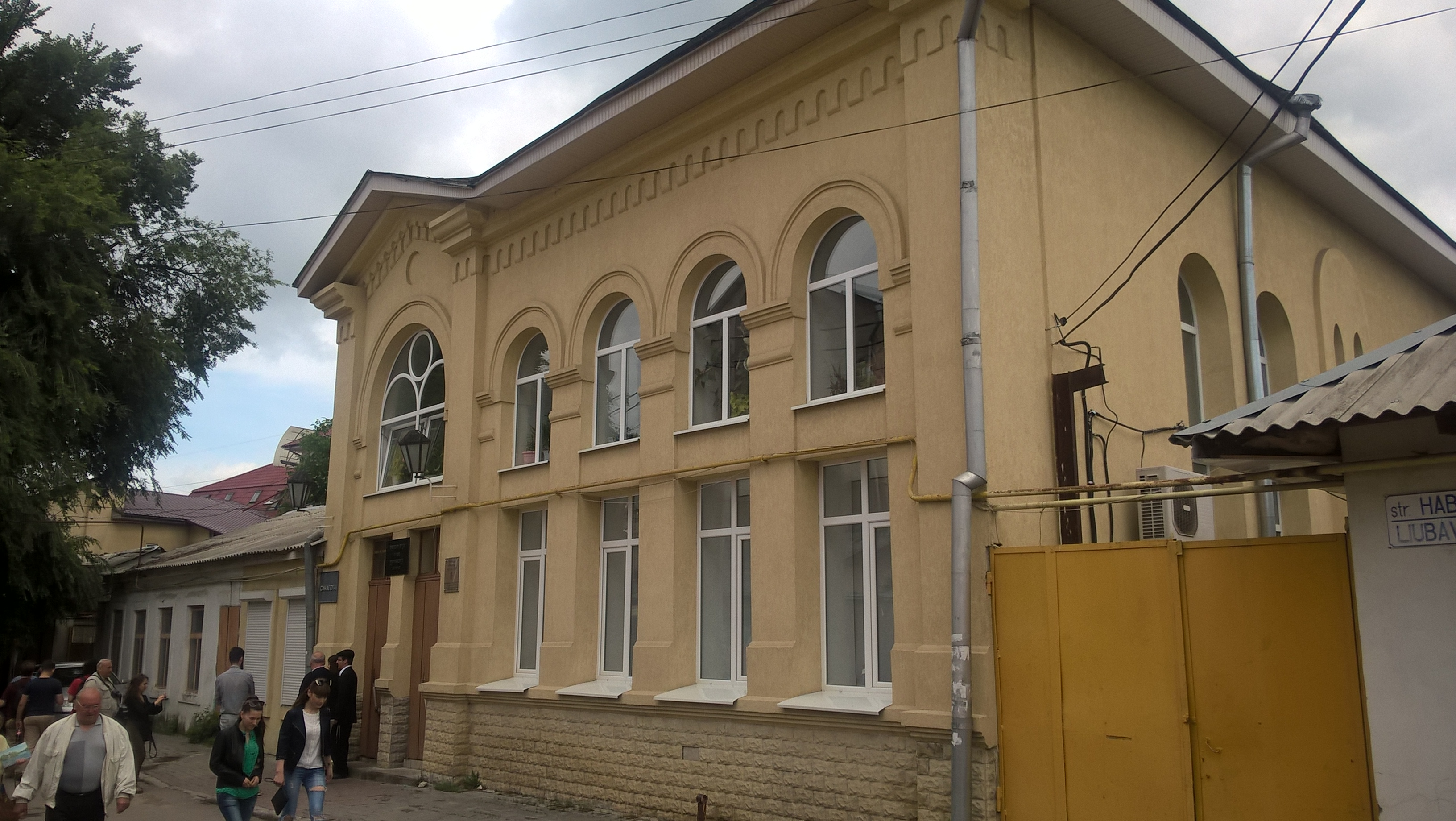
Synagogue des Vitriers, Chișinău

Le judaïsme est une religion minoritaire en Moldavie, mais les Juifs vivent dans la région depuis le Ier siècle avant notre ère, lorsque les Juifs romains vivaient dans les villes de la province de Mésie inférieure. Entre les IVe et VIIe siècles de notre ère, la Moldavie faisait partie d'une importante route commerciale entre l'Asie et l'Europe et bordait l'Empire Khazar, où le judaïsme était la religion d'État. Avant la Seconde Guerre mondiale, de violents mouvements antisémites dans la région de Bessarabie ont gravement affecté la population juive de la région. Dans les années 1930 et 1940, sous les gouvernements roumains d'Octavian Goga et d'Ion Antonescu, des pogroms et des déportations massives dirigés par le gouvernement roumain ont conduit à la concentration et à l'extermination des citoyens juifs, conduisant à l'extermination de 45 000 à 60 000 Juifs dans toute la Bessarabie. Le nombre total de Juifs roumains et ukrainiens qui ont péri dans les territoires sous administration roumaine se situe entre 280 000 et 380 000.
Après la Seconde Guerre mondiale, le nombre de Juifs en République socialiste soviétique de Moldavie augmente de manière significative, atteignant un sommet à 98 001 en 1970. Au cours de l'aliyah et de l'immigration vers l'Ouest de l'Union soviétique des années 1970 (dans l'oblast autonome juif) et surtout à la fin des années 1980, beaucoup d'entre eux émigrent, par la suite, vers Israël, les États-Unis, le Canada et certains vers l'Australie et l'Europe occidentale. Le dernier recensement soviétique de 1989 a recensé 65 672 Juifs en République soviétique de Moldavie.
En 2014, il y a environ 15 000 Juifs en Moldavie, dont plus de 10 000 rien qu’à Chișinău,. Dans le même temps, 75 492 Juifs d'origine moldaves vivent en Israël, ainsi que de petites communautés dans d’autres parties du monde, comme en Russie, aux États-Unis et en Europe occidentale.

## Islam
On estime qu'il y a environ 15 000 à 17 000 musulmans en Moldavie. La Ligue islamique a été enregistrée auprès du ministère de la Justice de Moldavie en mars 2011 et a donc reçu une reconnaissance officielle du gouvernement pour son rôle de représentant de la communauté musulmane de Moldavie. Il existe une mosquée en Moldavie, située dans la capitale, Chişinău.
À la suite de la reconnaissance en 2011 de la Ligue islamique de Moldavie, l'évêque de la métropole de Chișinău, Vladimir, a qualifié la reconnaissance formelle de l'association musulmane d'« humiliation » pour les chrétiens de Moldavie. D'autres hauts responsables de l'Église ont suggéré que l'association musulmane chercherait à « causer des troubles » en Moldavie. L'ancien président de la Moldavie, Vladimir Voronin, a également condamné l'enregistrement. Une marche de protestation est organisée en mai 2011. Les participants au rassemblement ont lancé des déclarations islamophobes selon lesquelles « les musulmans sont comme un virus. Si vous en laissez entrer quelques-uns, ils se multiplieront » et « les musulmans introduiront la polygamie et "harems" en Moldavie ».
À la suite de l'implication personnelle du Rapporteur spécial des Nations unies sur la liberté de religion ou de conviction, Heiner Bielefeldt, après ces manifestations, ainsi qu'aux actions personnelles du ministre de la Justice, Alexandru Tonase, la situation s'est calmée et les manifestations ont pris fin. Veaceslav Balan, coordinateur du Bureau des droits de l'homme des Nations unies en Moldavie, a déclaré que l'islamophobie reste cependant « un défi majeur auquel sont confrontés aujourd'hui les musulmans du pays ».